# BUOYANCY
『BUOYANCY』（ボイエンシー）は、キリンジの8枚目のアルバム。

## 概要
- 『7-seven-』から約2年半ぶりとなるオリジナル・アルバム
- 同年9月11日にJ-WAVEで「浮力」を意味する今作の世界観をテーマにして、アルバム収録曲にインスパイアされた3編のショートストーリーとキリンジの楽曲が流れる1時間のスペシャル番組「J-WAVE SPECIAL KIRINJI IN WONDERLAND 〜夜に浮かぶ〜」がオンエア。ちなみに、ショートストーリーを朗読するのはキリンジのファンである俳優の森山未來。[1]
- アルバムのアートディレクションはタナカカツキ

## 収録曲
1. 夏の光
  - 作詞・作曲：堀込高樹
2. 温泉街のエトランジェ
  - 作詞・作曲：堀込高樹
3. ホライゾン! ホライゾン!
  - 作詞・作曲：堀込泰行
4. Rain
  - 作詞・作曲：堀込泰行
5. セレーネのセレナーデ
  - 作詞・作曲：堀込高樹
  - 「セレーネ」は宇宙航空研究開発機構の月周回衛星からとった。本人曰く「真夏の夜に体感温度を下げるような、涼しげで浮遊感のある曲にしようと思って作りました」。[2]
6. 台風一過
  - 作詞・作曲：堀込高樹
7. 空飛ぶ深海魚
  - 作詞・作曲：堀込泰行
8. 都市鉱山
  - 作詞・作曲：堀込高樹
9. Round and Round
  - 作詞・作曲：堀込泰行
10. 秘密
  - 作詞・作曲：堀込泰行
11. アンモナイトの歌
  - 作詞・作曲：堀込高樹
12. 小さなおとなたち
  - 作詞・作曲：堀込高樹